# شارع العرب
شارع العرب هي احياء ومجمعات سكانية عربية  منتشرة حول العالم وبالعادة تنتشر فيها المحلات والمطاعم والمقاهي العربية. بالغالب تكون المسميات غير رسمية

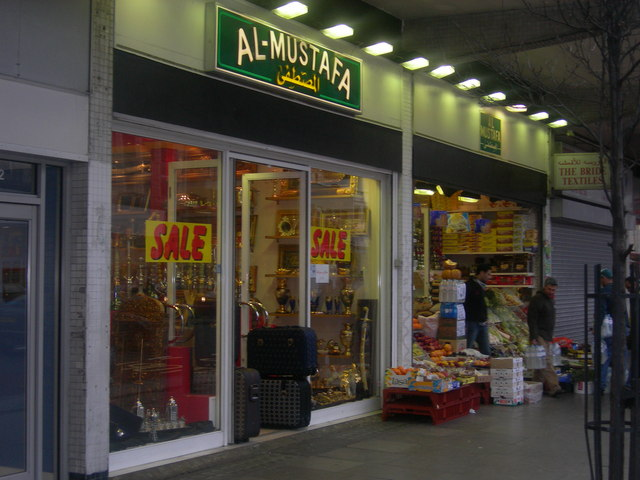
محل في شارع العرب في لندن

## شوارع العرب حول العالم
- شارع العرب في بتايا
- شارع العرب في بانكوك
- شارع العرب في لندن
- شارع العرب في  كوالالمبور